# Michael Philip Penn
Michael Philip Penn (* 24. August 1970) ist ein US-amerikanischer Religionswissenschaftler.

## Leben
Er erwarb den A.B. (Molekularbiologie) an der Princeton University 1993 und den Ph.D. (Religionswissenschaft) an der Duke University 1999. Er lehrt als Teresa Hinh Moore Professor of Religious Studies an der Stanford University.
Als Spezialist für die Geschichte des frühen Christentums konzentriert sich er auf Christen im Nahen Osten, die im aramäischen Dialekt des Syrischen schrieben.

## Schriften (Auswahl)
- Kissing Christians. Ritual and Community in the Late Ancient Church. Philadelphia 2005, ISBN 0-8122-3880-X.
- When Christians first met Muslims. A sourcebook of the earliest Syriac writings on Islam. Oakland 2015, ISBN 0-520-28494-1.
- Envisioning Islam. Syriac Christians and the early Muslim world. Philadelphia 2015, ISBN 0-8122-4722-1.